# Jacqueline Mollocana
Jacqueline Del Roció Mollocana Eleno (ur. 29 stycznia 1994) – ekwadorska zapaśniczka walcząca w stylu wolnym. Zajęła czternaste miejsce na mistrzostwach świata w 2023 roku. 
Wicemistrzyni igrzyskach panamerykańskich w 2023 i piąta w 2019. Zdobyła pięć medali mistrzostw panamerykańskich w latach 2020 - 2024; piąta w 2018 i 2019. Złota medalistka igrzysk Ameryki Południowej w 2022 i brązowa w 2018. Mistrzyni Ameryki Południowej w 2015, druga w 2014 i trzecia w 2012. Mistrzyni igrzysk boliwaryjskich w 2022 i druga w 2017 roku.